# تولم‌شهر

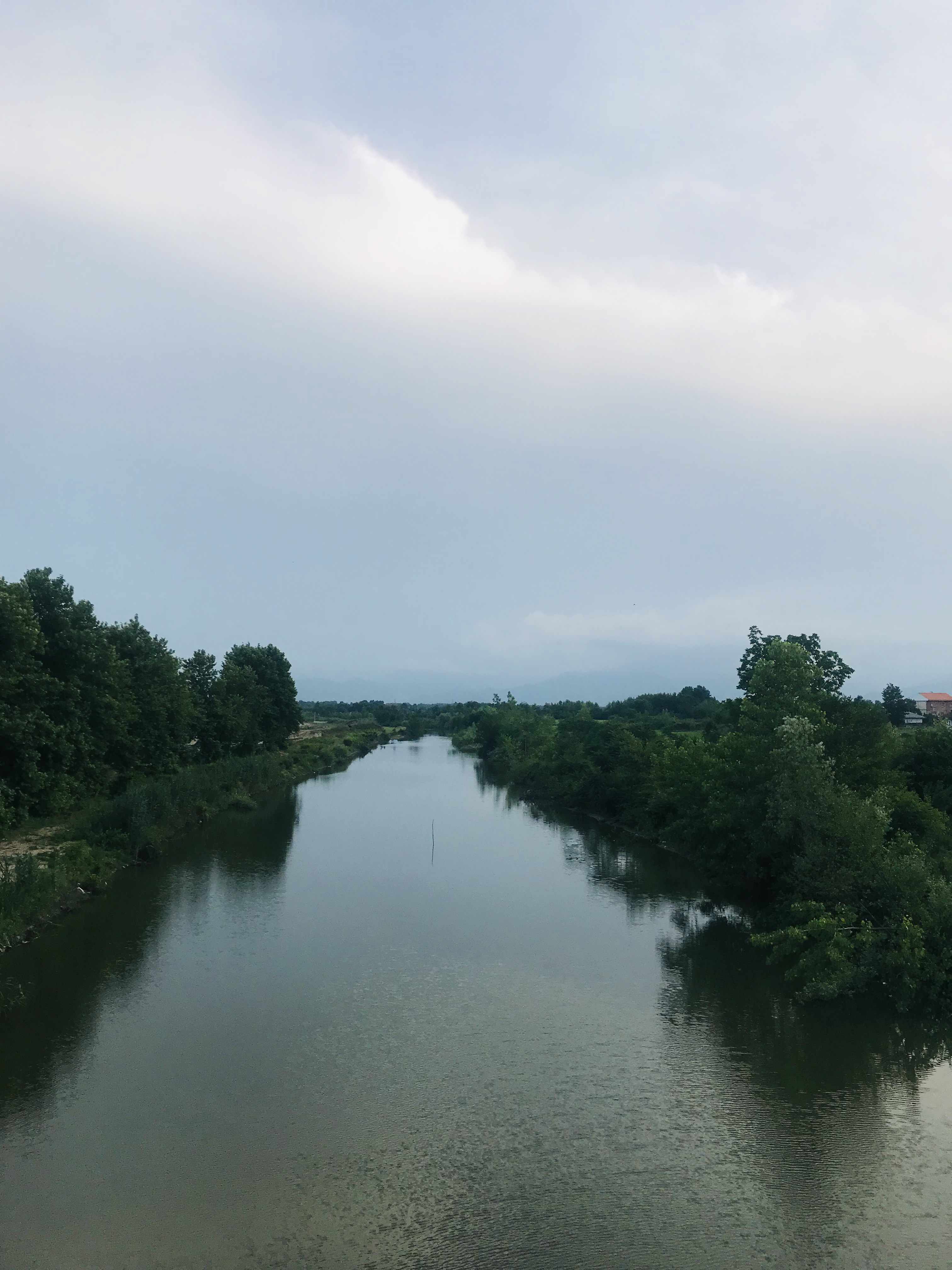
تولم‌شهر

جمعه بازار یا تولم‌شهر یا مرجِقَل شهری از توابع و مركز بخش تولم، در استان گیلان و در شمال ایران است.
تولم‌شهر در گذشته بازارجمعه نام داشت.
این شهر با جمعیت ۶٬۴۷۱ نفر (برآورد ۱۳۹۰خ) مرکز بخش تولم است.
شهرداری این شهر در سال ۱۳۷۲ تأسیس شده‌ است.

## بازار هفتگی
تولم شهر كه در گذشته به بازارجمعه نيز معروف بوده و محل تشكيل بازارهفتگي بزرگي است كه يك بار در هفته، روز هاي پنجشنبه در اين شهر تشكيل مي شود. این بازار تقریبا تا مرکز شهر ادامه دارد و شامل ميوه و سبزيجات ، برنج و جو ، انواع لباس ،کیف ، کفش و وسایل دیگر است. 
پرندگانی از جمله مرغ، اردک، غاز محلی و پرندگان شکاری از جمله مهم‌ترین و شناخته شده ترین جنس معامله شده در پنج شنبه بازار هستند که کشاورزان و محلی ها از همه نقاط گیلان برای فروش به این بازار می‌آیند، در کنار  آن شکارچی‌ها هم برای فروش در کوچه ها و معابر بازار دیده می‌شوند. دام‌ها و طیور و ماهی سه محصول اصلی و مهم بازار هستند که بیشتر از هر محصولی در اين بازار به فروش می‌رسند و جمعیت زیادی از مردم هم از همه نقاط گیلان برای خرید به این شهر و این بازار مراجعه می‌کنند.

## نگارخانه

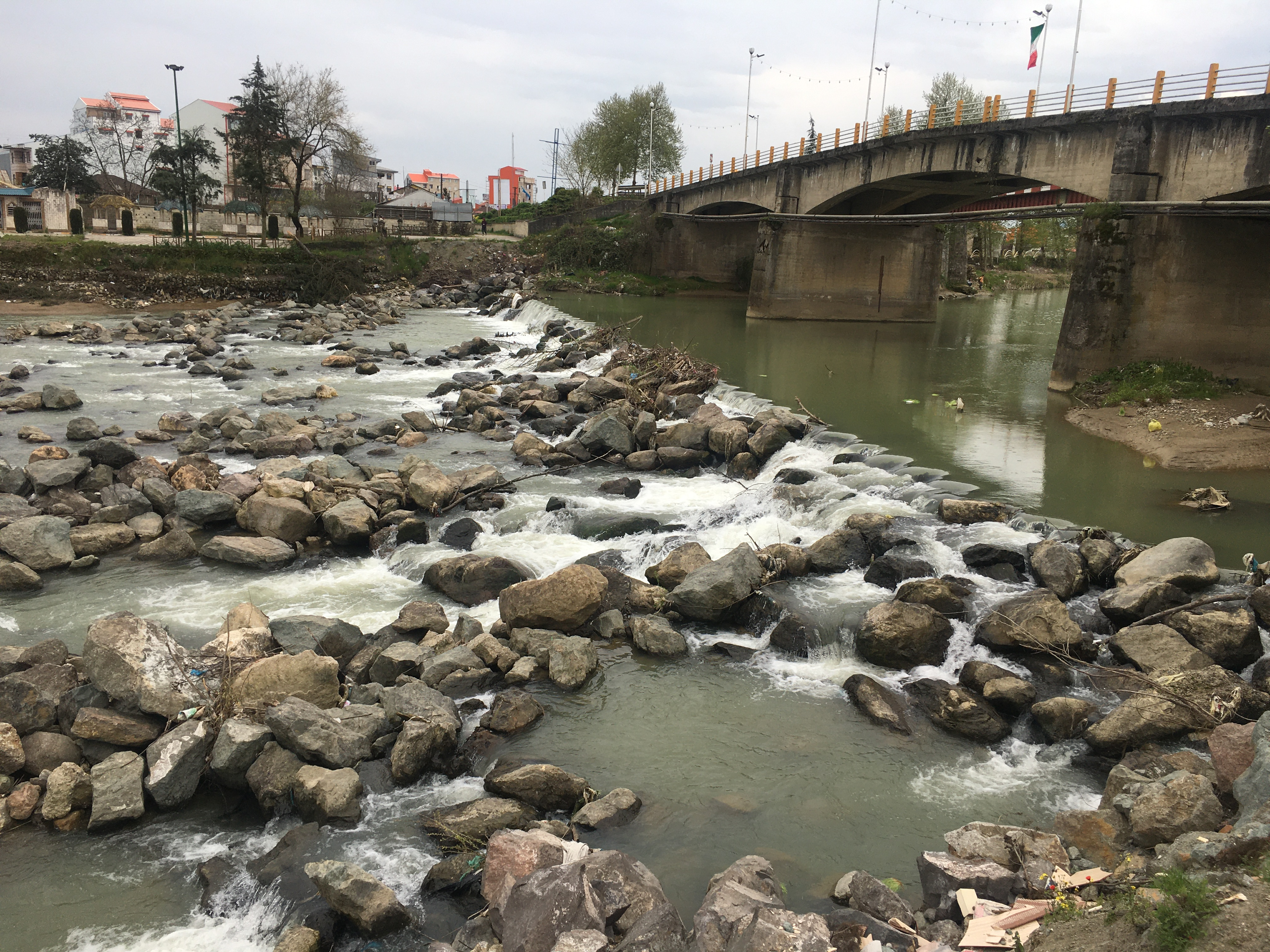
پل مرجقل که روی رودخانه پیش روبار بنا شده است.

## در قدیم
لغت‌نامه دهخدا به قول فرهنگ جغرافیایی ایران ج ۲ می‌نویسد: مرجغل دهی است از دهستان تولم بخش مرکزی شهرستان فومن، در ۷هزارگزی شمال فومن بر کنار راه صومعه سرا به رشت، در جلگه مرطوب معتدل هوائی واقع و دارای ۲۷۸ تن سکنه‌است. آبش از رودخانه شفت و استخر و محصولش برنج، توتون، سیگار و شغل مردمش زراعت است.